# Massacro di Sinchon

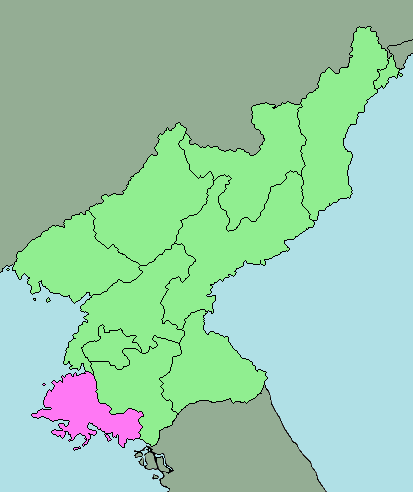
Posizione della provincia dello Hwanghae Meridionale.

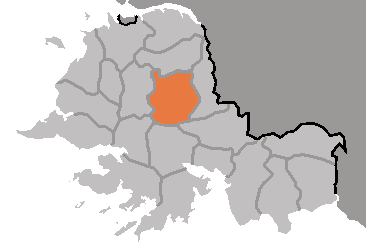
Posizione di Sinchon.

Il massacro di Sinchon è stata una strage di civili commessa presumibilmente dalle forze militari sudcoreane con l'autorizzazione dell'esercito statunitense tra il 17 ottobre e il 7 dicembre 1950, vicino alla città di Sinchon (attualmente parte della provincia dello Hwanghae Meridionale, Corea del Nord). L'evento accadde durante la seconda fase della guerra di Corea e fece ritirare l'esercito comunista dallo Hwanghae.

## Affermazioni nordcoreane
Le fonti nordcoreane affermano che furono uccise approssimativamente 35 000 persone dalle forze militari statunitensi e dai loro sostenitori durante un periodo di 52 giorni. Secondo tale affermazione, morì circa un quarto della popolazione di Sinchon in quel momento. Il Museo delle atrocità di guerra americane, istituito nel 1958, mostra i resti e gli effetti personali di coloro che si presume siano stati uccisi nell'incidente. Nelle scuole nordcoreane viene insegnato che gli Statunitensi "piantarono chiodi nelle teste delle vittime" e "tagliarono via i seni delle donne". Gli ufficiali "copiano tutte le immagini nel museo e le affiggono in tutti i corridoi delle scuole."
Kim Jong-il visitò il museo nel 1998, mentre Kim Jong-un lo visitò nel novembre del 2014 per "rafforzare le lezioni anti-USA per i nostri militari e il popolo... e per unire in maniera potente i 10 milioni di soldati e persone nella battaglia contro gli Stati Uniti". Nel luglio del 2015, Kim Jong-un fece nuovamente visita al museo con l'ufficiale militare Hwang Pyong-so, rivelando l'intenzione di un'ulteriore espansione dell'edificio.

## Affermazioni di ONG
In un rapporto preparato a Pyongyang, la non governativa e filo-comunista International Association of Democratic Lawyers (IADL) elenca diversi incidenti sospetti di omicidi di massa da parte dei soldati statunitensi a Sinchon. Inoltre, sostengono che le truppe americane abbiano decapitato più di 300 nordcoreani usando le spade dei samurai giapponesi, e che la US Air Force abbia utilizzato armi batteriologiche durante la guerra in Corea. Affidandosi alle testimonianze orali dei nordcoreani, il rapporto IADL afferma che il massacro era stato supervisionato da un generale "Harrison" o "Halison"; un apparente riferimento a William Kelly Harrison, Jr., accusato personalmente per aver condotto la maggior parte delle atrocità. Il loro rapporto afferma che Harrison scattò diverse foto del massacro, anche se non vi è alcuna prova che confermi la loro testimonianza.
Harrison rimase sconvolto da tale accusa. Varie inchieste hanno portato alla conclusione che all'epoca non vi era alcuna persona di nome "Harrison" presente nella zona del massacro, e che il nome era uno pseudonimo oppure un'affermazione falsa. Il Museo di Sinchon possiede una foto dell'uomo, il presunto Harrison, al quale è stato attribuito il nome completo di "Harrison D. Maddon". La fotografia ritrae un uomo alto posto di spalle davanti a sinistra di una ghirlanda con sopra una bandiera dell'ONU, con la faccia non visibile e con un berretto tenuto in mano dietro la schiena, ed un altro oggetto indistinto visibile subito di fronte all'uomo.
Secondo Dong-Choon Kim, un ex commissario della Commissione della verità e della riconciliazione della Corea del Sud, il massacro di Sinchon fu perpetrato dalla "polizia di sicurezza e da gruppi giovanili di destra." Sunghoon Han afferma che le "unità di destra della sicurezza" furono responsabili per le uccisioni.

Nel 1989, il giornalista del Chicago Tribune Uli Schmitzer scrisse: 
Nel libro War and Television, l'autore Bruce Cummings afferma:

## Rappresentazione nei media
- Il romanzo The Guest dello scrittore sudcoreano Hwang Sok-yong, basato sulle interviste con un pastore cristiano coreano, si riferisce al massacro di Sinchon[14]

- Pablo Picasso realizzò nel 1951 il dipinto Massacro in Corea in risposta al massacro di Sinchon.